# Texola anomalus
Texola anomalus är en fjärilsart som beskrevs av Frederick DuCane Godman och Osbert Salvin 1897. Texola anomalus ingår i släktet Texola och familjen praktfjärilar. Inga underarter finns listade i Catalogue of Life.